# Malmåder
Malmåder är en i bergarter koncentrerad ansamling av metallhaltig malm. En malmåder har ofta en utsträckning i berget i form som ett rör (åder) men kan också finnas som ett skikt mellan olika berglager. Underjordsbrytning av malm handlar i stor utsträckning om att hitta malmådrar och bygga orter för kunna genomföra brytning av berget/malmen utmed dessa malmådror.
Begreppet malmåder är idag ett historiskt begrepp och används inte i modern terminologi. Benämningar såsom malmkropp eller malmzon har helt ersatt ordet.